# Социјалдемократска странка Босне и Херцеговине
Не треба мешати са Социјалдемократска партија Босне и Херцеговине.
Социјалдемократска странка Босне и Херцеговине (СДСБиХ) била је политичка партија која је деловала на подручју Босне и Херцеговине од 1909. до 1919. године. Године 1919, њено чланство приступило је новоформираној Социјалистичкој радничкој партији Југославије (комуниста).

## Историјат
На организовање раднички покретрадничког покрета у Босни и Херцеговини утицали су страни радници досељени из других делова Аустроугарске и из Србије. После аустроугарске анексије Босне и Херцеговине и покретања листа „Глас слободе“ у априлу 1909. основана је Социјалдемократска странка Босне и Херцеговине (СДСБиХ).
Странка је до Балканских ратова окупила око 2500 чланова, готово искључиво радника. Више од половине чланства било је из Сарајева, а с Тузлом, Бањалуком и Мостаром то је чинило 4/5 чланства. 
Што се тиче националног питања у Босни и Херцеговини, вођство СДСБиХ заступало је принципе националне равноправности и интернационализма. У условима вишенационалног састава босанско-херцеговачког становништва залагало се за зближавање Срба, Хрвата и Муслимана и за јединство национално хетерогене радничке класе.
Када је после анексије БиХ југословенска идеја добила нове потицаје, та странка је заједно са социјалдемократским странкама Словеније и Хрватске организовала Југословенску социјалистичку конференцију у Љубљани 1909, а учествовала је и на Првој балканској социјалдемократској конференцији у Београду 1910. године.
Странка је током ратних криза 1911-1913. водила антиратну политику и критиковала аустроугарску освајачку и колонијалну политику. Избијањем Првог светског рата 1914, радничке организације у БиХ нису биле формално забрањене, али је увођењем ванредних мера и мобилизацијом већине организованих радника и руководилаца онемогућен политички рад, а поготово предузимање јавних антиратних акција. Ретки преостали чланови вођства странке и синдиката ограничили су се на хуманитарни рад и чување радничких установа и имовине.
Постепено обнављање радничког покрета у БиХ започело је од пролећа 1917. године. Поновно је био покренут „Глас слободе“. Почетком фебруара 1918. у Сарајеву је одржана земаљска конференција обновљених радничких организација, које су обухватиле преко 4000 радника. Након Октобарске револуције, Социјалдемократска странка БиХ придружила се цимервалдском покрету за револуционарно обнављање Интернационале. Критиковала је нападе грађанске штампе на Октобарску револуцију и повезивала антиратну активност с класном борбом.
У време распада Аустроугарске, СДСБиХ је одбацила све буржоаске програме југословенског уједињења, противећи се сарадњи пролетаријата с буржоазијом и осуђујући њене партикуларистичке националне и верске тежње. Социјалисти из БиХ су се заједно са социјалистима из Хрватске и Словеније састали у Загребу 6. октобра 1918. на Југославенској социјалистичкој конференцији. Док се већина делегата Југослованске социјалне демократске странке и Социјалдемократске странке Хрватске и Славоније изјаснила за ступање у народна већа, планирајући тако укључивање у државни апарат будуће југословенске државе, представници СДСБиХ у потпуности су одбацили сарадњу с буржоазијом.
Јануара 1919, социјалдемократи БиХ су заједно са српским социјалдемократима покренули иницијативу за уједињење радничких партија и синдиката. Делегати СДСБиХ су се на Конгресу уједињења, априла 1919. у Београду, у целости определили за формирање Социјалистичке радничке партије Југославије (комуниста).

## Истакнуте личности
- Митар Трифуновић Учо
- Гојко Вуковић
- Јово Јакшић